# Хантавируси
Хантавирусите (Hantavirus) са род РНК вируси, които принадлежат към семейство Hantaviridae, разред Bunyavirales. Вирусът се разпространява посредством вектор гризачи, което го прави уникален в своето семейство. Другите вируси се пренасят обикновено от членестоноги.
Името хантавирус идва от името на корейската река Хантан, където вирусът Хантаан (един от хантавирусите) за първи път е изолиран от д-р Хо Уонг Лий и неговият екип. Болестта, която той причинява, е наречена Хеморагична треска с бъбречен синдром (ХТБС) и терминът се използва от Световната здравна организация. Някога е наричана и Корейска хеморагична треска, но днес този термин не се използва.

## История
Хантавирусите са сравнително новооткрит род вируси: първите описани случаи на ХТБС са от Корейската война в началото на 1950-те. През 1993 г. е регистрирана нова болест, зад която стои член на рода на хантавирусите – Хантавирусен сърдечно-белодробен синдром (ХСБС). Причинителят е наречен вирус Син Номбре (на испански: Virus Sin Nombre – „Вирусът без име“) и открит в Ню Мексико и другите щати от Четирите ъгъла: Аризона, Юта, Колорадо. Този вирус е и вероятен причинител на епидемиите през 16 век, които са убили ацтеките.

## Епидемиология
Регионите, в които са разпространени хантавирусите, причинители на ХТБС, са Китай, Корейският полуостров, Русия (вируси Хантаан, Пуумала и Сеулски) и Северна и Западна Европа (вируси Пуумала и Добрава). Регионите с най-висока заболеваемост от ХСБХ са Патагонска Аржентина, Чили, Бразилия, САЩ, Канада и Панама. В Южна Америка основни причинители са два вируса – Андски вирус (известен още като вирус Оран, Кастело де Соньос, Лечигуанас, Хуитиба, Араракуара и Бермехо) и вирус Лагуна Негра (по-рано известен като вирус Рио Маморе). В САЩ той се причинява от Нюйоркски вирус, Южнощатски вирус и понякога вирус Блек Крийк Ченъл.
През юли 2007 6 щата са регистрирали над 30 случая на хантавируси след 1993 г. – Ню Мексико (69), Колорадо (49), Аризона (46), Калифорния (43), Тексас (33) и Вашингтон (31). Други щати с голям брой случаи са Монтана (25), Юта (24), Айдахо (19) и Невада (18). От западните щати с най-малък брой регистрирани случаи е Орегон със 7.

## Симптоми
При бъбречния синдром инкубационният период трае 2 – 4 седмици при хората. Докато болестта се влоши, се минава през 5 фази: фебрилна, хипотензивна, олигурна, диуретична и фаза на възстановяване. Сърдечно-белодробният синдром се пренася през урината или слюнката за гризачите, а за хората чрез заразен въздух. Той често е смъртоносен. Симптомите са подобни на тези на бъбречния синдром и включват тахикардия и тахипнея.

## Биологично оръжие
Корейската хеморагическа треска е една от трите хеморагически трески, които САЩ смята за потенциални биологични оръжия преди да спре своята програма за биологични оръжия.